# Mitocu Dragomirnei
Mitocu Dragomirnei – wieś w Rumunii, w okręgu Suczawa, w gminie Mitocu Dragomirnei. W 2011 roku liczyła 3065 mieszkańców. 